# Nicolás Giacobone
Nicolás Giacobone (Buenos Aires; 1975) es un escritor y guionista argentino. Ganó el Óscar al mejor guion original por la película Birdman en los 87.os Premios de la Academia en 2015, junto con el director Alejandro González Iñárritu, su primo Armando Bó y Alexander Dinelaris, Jr. Dicha película ganó un Globo de Oro el mismo año al mejor guion. Es autor del libro de relatos Algún Cristo (2001) y de la novela El Cuaderno Tachado (2018).

## Carrera
Junto con su primo Armando Bó, Giacobone trabajó en los guiones de Biutiful en 2010, El último Elvis en 2012, Birdman en 2014 y Animal en 2018.

## Vida personal
Su abuelo materno fue el director de cine Armando Bó, su tío es el actor Víctor Bó y su primo es el guionista con quien trabaja y compartió el Óscar, Armando Bó.
Giacobone estuvo casado con la modelo y actriz Mariana Genesio Peña. La relación duró casi once años y actualmente se encuentran separados.

## Filmografía
- Bardo, falsa crónica de unas cuantas verdades (2022)
- Granizo (2022)
- John and the Hole (2021)
- Animal (2018)
- Birdman (2014)
- El último Elvis (2012)
- Biutiful (2010)

## Premios y nominaciones
Premios Óscar
| Año  | Categoría            | Película                                        | Resultado |
| ---- | -------------------- | ----------------------------------------------- | --------- |
| 2015 | Mejor guion original | Birdman or (The Unexpected Virtue of Ignorance) | Ganador   |